# Государственные заводы машиностроения
Государственные заводы машиностроения (пол. Państwowe Zakłady Inżynierii или сокращённо PZInż) — государственное предприятие Польской Республики существовавшее с 1928 по 1939 годы и располагавшееся в Варшаве. Выпускало грузовые и легковые автомобили, мотоциклы, бронетехнику. 

## История
Государственные заводы машиностроения (Państwowe Zakłady Inżynierii) были созданы в 1928 году на базе ранее существовавших в Варшаве Центральных автомобильных мастерских (CWS), занимавшихся ремонтом автомобильной техники, в том числе для войска польского. На них же в 1927 году был построен первый польский автомобиль CWS T-1. Однако выпускался этот автомобиль представительского класса небольшой серией, а польское правительство желало создать в стране настоящую автомобилестроительную индустрию? в том числе и для моторизации армии. 
За помощью было решено обратить к известному итальянскому автопроизводителю, концерну Fiat. По соглашению, одновременно, с реконструкцией CWS и созданием шести отдельных заводов, с 1932 года началась сборка автомобилей под маркой Polski Fiat 508 Balilla, а позднее и других моделей: легковых 518, 524; грузовых 618 и 621, к концу 1930-х к ним добавился автобус Zawrat. С 1933 года началось производство мотоциклов марки Sokół. Главным инженером предприятия был назначен талантливый польский конструктор Тадеуш Таньский. 
Одновременно с автомобилями началось создание и производство бронетехники, которой так не хватало войску польскому. Были созданы и запущены в производство гусеничные артиллерийские тягачи C2P, танкетки TKS, легкие танки 7TP созданные на базе британского танка "Виккерс 6-тонный". 
Также был создан целый ряд армейских и штабных автомобилей на базе гражданских "Польских ФИАТов", в том числе и полугусеничные машины. Готовились к производству: колёсно-гусеничный танк 10TP с подвеской типа Кристи, во-многом похожий на аналогичные советские танки БТ-5 и БТ-7, легковой автомобиль с аэродинамическим кузовом PZInż 403 LS. 
После оккупации Польши, в сентябре 1939 года предприятия Państwowe Zakłady Inżynierii поступили в распоряжение немцев, однако, большинство из них серьезно пострадало в ходе немецких бомбардировок. В 1944 году при отступлении немцев, значительное количество уцелевшего оборудования заводов было ими вывезено. После войны некоторые предприятия были восстановлены (как например FSO) и продолжили производство автомобилей.

## Продукция
- C2P – гусеничный легкий артиллерийских тягач
- C4P – полугусеничный артиллерийский тягач на базе грузовика Polski Fiat 621
- C7P – гусеничный артиллерийский тягач на базе танка 7TP
- CWS T-1 - первый польский легковой автомобиль выпускавшийся с 1927 по 1931 годы
- Polski Fiat 508 (1932–1939) - легковой автомобиль малого класса
- Polski Fiat 518 – легковой автомобиль среднего класса
- Polski Fiat 524 – легковой автомобиль представительского класса
- Polski Fiat 618 Grom (1937–1939) – малотоннажный грузовик
- Polski Fiat 621 (1935–1939) – среднетоннажный грузовик
- Polski Fiat 621 C4P (1937) – колесно-гусеничный тягач
- PZInż 7TP – легкий танк
- PZInż 222 – полугусеничный транспортёр
- PZInż 302 (znany też jako Fiat 508/518) (1937–1938) – военный полноприводный автомобиль
- PZInż 703 (1939) – грузовой полноприводный автомобиль
- Sokół 200 (M 411) (1939) – мотоцикл
- Sokół 600 RT (M 211) (1935–1939) – туристический мотоцикл
- Sokół 1000 (M 111) (1933–1939) – тяжелый мотоцикл
- Ursus Typ A (1928–1931) – первый польский грузовой автомобиль
- Ursus wz.29 (1929–1931) – бронеавтомобиль на базе Ursus A
- Ursus wz.34 (1933–1938) – бронеавтомобиль
- Zawrat – автобус выпускавшийся по лицензии фирмы Saurer.